# Mariana Espezúa
Claudia Mariana Espezúa Espezúa (Puno, 2 de junio de 1993) poeta, feminista, arquitecta, editora y encuadernadora. Es autora de poemas de antología de poesía femenina en español. Participó en revistas como Libertalia Sur y Letrasértica. Ganadora de los XI y XIII Juegos Florales de la UNJBG con el 1.er y 2.º puesto en el concurso de poesía, y el 1.er puesto en el I FESTILEA -UNJBG.

## Biografía
Nació en Puno, donde culminó sus estudios básicos, creció en un entorno literario por parte de su familia concretamente su tío Boris Espezúa quien también escribía poesía, participó en recitales durante su etapa escolar, también se interesa en la encuadernación y restauración.
Comenzó su educación superior en la carrera de Arquitectura durante un año y, posteriormente, pasó a la rama de idiomas durante 4 años, finalmente retomó y culminó en la Universidad Nacional Jorge Basadre en la ciudad de Tacna.
En el año 2012 ganó el primer puesto en el XI Juegos Florales de la UNJBG, posteriormente, en el año 2014 ganó el segundo puesto en el XIII Juegos Florales de la misma universidad.
En el año 2011, formó parte el colectivo Letrasértica en la ciudad de Tacna, con quienes publicó sus primeros poemas, posteriormente, escribió su primer poemario de manera colectiva.
Su poesía está influenciada por Oquendo de Amat, Girondo, Westphalen, Alejandra Pizarnik, Gabriela Mistral, Blanca Varela, Rimbaud y José Saramago.
Desde el año 2014 participa activamente además de ser miembro fundador de la Colectiva Feminista Takana Warmi en la ciudad de Tacna, actualmente tiene un taller llamado Kusilla.Atelier.

## Obras
A los 18 años formó parte del colectivo Letrasértica en la ciudad de Tacna, con quienes publicó sus primeros poemas, después publicó su primer poemario colectivo.
- 2013: Pólux, editorial Korekhenke.
- 2016: Ella Distópica (Nuberrante Cantonera)

Antológicas:
- “10 poetas de un solo caño”, en la antología de poesía femenina.
- “Mis palabras exigen silencio”
- "Caleidoscopio"
- “Buganvilla”
- "Poetas del siglo XXI"
- “tea Party V” muestra poética.
- "Un otoño azul"
- "Aislados"
- "La voz de ellas", recopilación de trabajo literario.

Participación en Revistas
- Libertalia[8]
- Caleidoscopio
- Brisas
- Ojo Zurdo
- Sur
- Letrasértica[9]